# Daniel MacMillan

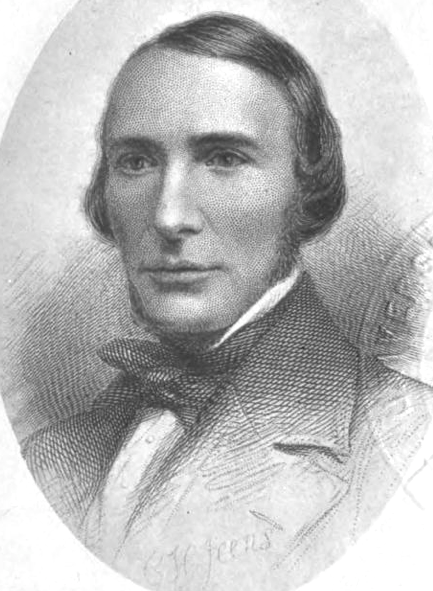
Daniel MacMillan

Daniel MacMillan (* 13. September 1813 auf der Isle of Arran; † 26. Juni 1857 in Cambridge) war ein britischer Verleger.

## Leben
Daniel MacMillan wurde am 13. September 1813 auf der Isle of Arran in Schottland als Sohn eines Kleinbauern geboren. 1833 kam er nach London, um für einen Verleger aus Cambridge Bücher zu verkaufen. Elf Jahre später entschied er, im Verlagsgeschäft zu expandieren. Zusammen mit seinem Bruder Alexander Macmillan gründete er den angesehenen Verlag Macmillan Publishers. Beide schickten George Edward Brett nach New York, um dort eine amerikanische Niederlassung des Verlags zu begründen.
Er starb am 26. Juni 1857 in Cambridge und fand auf dem "Mill Road"-Friedhof in Cambridge seine letzte Ruhe.
Sein Enkel war der britische Premierminister Harold Macmillan.